# Andreas Kaplan
Andreas Kaplan (sinh ngày 5 tháng 10 năm 1977 ở Munich, Đức) là Giáo sư về Công Nghệ Mới và Chuyển Đổi Kỹ Thuật Số tại Trường Kinh Doanh ESCP, nơi ông giữ chức vụ Hiệu trưởng từ năm 2017. Năm 2023, Kaplan trở thành Chủ tịch KLU (Kühne Logistics University).

## Nghề nghiệp
Nghiên cứu của Kaplan xoay quanh số hóa xã hội, Phương tiện truyền thông mạng xã hội và trí tuệ nhân tạo. Ông bắt đầu sự nghiệp giảng dạy của mình với tư cách là giáo sư tại Trường kinh doanh ESSEC và Sciences Po Paris trước khi gia nhậpTrường Kinh Doanh ESCP. Kaplan trở thành Hiệu trưởng trường ESCP vào năm 2017. Trước đó, ông là Giám đốc điều hành của Trường phụ trách khoảng 7.000 sinh viên trên khắp các cơ sở của ESCP ở Châu Âu (Berlin, Madrid, London, Paris, Torino, Warszawa). Năm 2023, Kaplan trở thành Chủ tịch KLU (Kühne Logistics University).

Kühne Logistics University (Andreas Kaplan), Trường Đại học Bách khoa (Mai Thanh Phong)

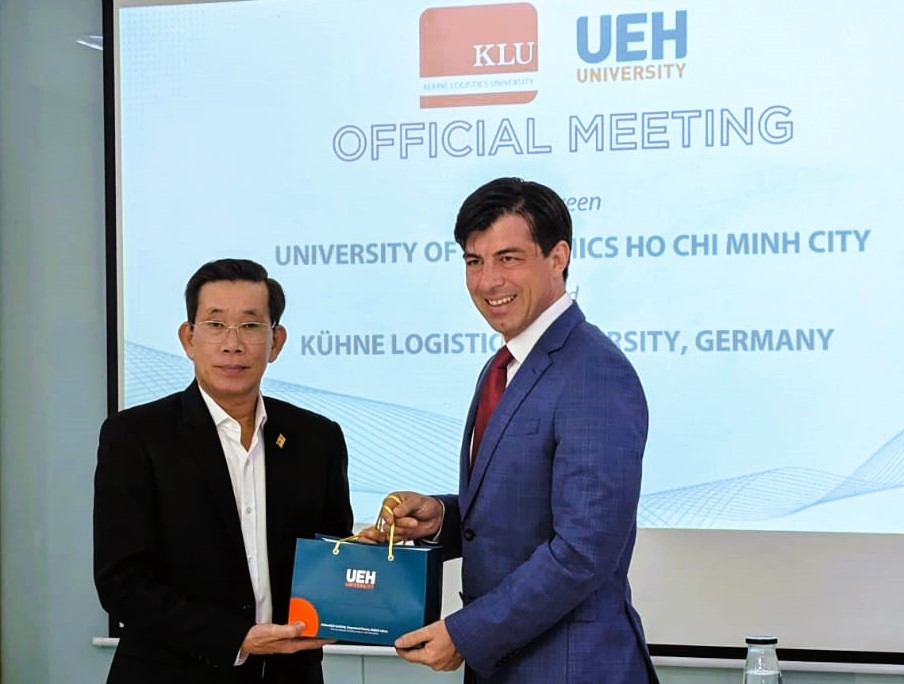
Đại học Kinh tế Thành phố Hồ Chí Minh (GS. TS. Sử Đình Thành), Kühne Logistics University (GS. TS. Andreas Kaplan)

## Giáo dục
Kaplan hoàn thành Tiến Sĩ tại Đại học Panthéon-Sorbonne và Tiến Sĩ tại Trường Đại học Cologne và HEC Paris. Ông là cựu sinh viên trường École Nationale d'Administration (ENA), có bằng Thạc sĩ Trường Kinh Doanh ESCP và bằng Cử nhân Đại học Ludwig Maximilian München.

## Sự công nhận
Theo John Wiley & Sons, với hơn 50.000 trích dẫn trên Google Scholar, Kaplan đã lọt vào danh sách 50 tác giả kinh doanh hàng đầu trên toàn cầu.  Một nghiên cứu của Stanford đã công nhận Kaplan là một trong những nhà khoa học có ảnh hưởng và được trích dẫn nhiều nhất trên thế giới.  Năm 2021, Kaplan lọt vào danh sách Top 100 cựu sinh viên đáng chú ý của Đại học Sorbonne và Đại học Munich.

## Thư tịch tham khảo
- Kaplan Andreas (2023) Business Schools Post-Covid-19: A Blueprint for Survival, Taylor & Francis, UK.
- Kaplan Andreas (2022) Artificial Intelligence, Business, & Civilization: Our Fate Made in Machines, Routledge, UK.
- Kaplan Andreas (2022) Digital Transformation and Disruption of Higher Education, Cambridge University Press.
- Kaplan Andreas (2021) Higher Education at the Crossroads of Disruption: The University of the 21st Century, Great Debates in Higher Education, Emerald Publishing.
- Tuten T., Solomon M., Kaplan A.M. (2019) Marketing des Médias Sociaux, Pearson, Paris.
- Kaplan Andreas (2015) European business and management (Vol. I) – Cultural specificities and cross-cultural commonalities, Sage Publications Ltd., London.
- Kaplan Andreas (2015) European business and management (Vol. II) – Business ethics and corporate social responsibility, Sage Publications Ltd., London.
- Kaplan Andreas (2015) European business and management (Vol. III) – Contextual diversity and interdisciplinary aspects, Sage Publications Ltd., London.
- Kaplan Andreas (2015) European business and management (Vol. IV) – Business education and scholarly research, Sage Publications Ltd., London.